# Thripadectes flammulatus
Thripadectes flammulatus е вид птица от семейство Furnariidae.

## Разпространение
Видът е разпространен във Венецуела, Еквадор, Колумбия и Перу.